# مايكل شيلنبرجر
مايكل شيلنبرجر (مواليد 1971) صحفي ومؤلف. شارك في تحرير وكتابة عدد من الكتب.  

## روابط خارجية
- اختراق معهد موقع على شبكة الإنترنت لمعهد اختراق
- "Michael Shellenberger: Apocalypse Never: Why Environmental Alarmism Hurts Us All" على يوتيوب
- «كولبير ريبورت: مايكل شيلنبرغر» مقابلة بالفيديو مع مايكل شيلينبرغر
- مقابلة في Grist.org
- «اثنان من الزنادقة يغضبان اخوانهما» مجلة وايرد
- Shellenberger مرات الظهور على سي-سبان
- مقابلة في معهد هارتلاند
- مقابلة مع اليكس ابستين
- المظاهر على PragerU